# Moisés Solana
Pour les articles homonymes, voir Solana.
Moisés Solana Arciniega  est un coureur automobile mexicain, né le 26 décembre 1933 à Mexico et mort le 27 juillet 1969 à Valle de Bravo, à une centaine de kilomètres de Mexico. Il a participé  de 1963 à 1968 à huit Grands Prix de Formule 1 en championnat du monde, débutant le 27 octobre 1963 au Grand Prix du Mexique.
Il n'a pas inscrit de points en championnat du monde. Il est le seul pilote de l'histoire du championnat du monde de Formule 1 à avoir couru avec le numéro 13 lors de sa participation, au début de sa carrière, au Grand Prix du Mexique 1963 avant l'instauration du numéro permanent en Formule 1 en 2014.

## Biographie
Son entrée dans le monde de la Formule 1 est un peu chaotique. S'inscrivant avec l'écurie Bowmaker Racing Team au Grand Prix du Mexique 1962, épreuve ne comptant pas pour le championnat du monde de Formule 1, pour courir sur une Cooper T58 à moteur V8 BRM, Solana ne la trouve pas satisfaisante, et déclare forfait pendant les essais.
Solana participe principalement aux courses nationales. Il court également, à bord de Lola et de McLaren, de 1966 à 1968, à des courses américaines sous effigie USRRC. En mars 1968, il gagne ses premiers points de la série Groupe 7 de l'USRRC dans la première course international à Mexico. Il prend part aussi au Grand Prix de Madrid 1967 en Formule 2 sur le circuit de Jarama au volant d'une Lotus 48 (en), et termine à la onzième position.
En 1968, Solana teste des Formule 2 pour l'écurie italienne Ferrari.
En 1969, pendant une course de côte à Valle de Bravo, il perd le contrôle de sa McLaren M6B (en) qui heurte un pont avant de s'enflammer ; il meurt dans l'accident.

## Résultats en championnat du monde de Formule 1
| Saison | Écurie               | Châssis | Moteur       | Pneus     | GP disputés | Points inscrits | Classement |
| ------ | -------------------- | ------- | ------------ | --------- | ----------- | --------------- | ---------- |
| 1963   | Scuderia Centro Sud  | BRM P57 | BRM V8       | Dunlop    | 1           | 0               | n.c.       |
| 1964   | Team Lotus           | 33      | Climax V8    | Dunlop    | 1           | 0               | n.c.       |
| 1965   | Team Lotus           | 25      | Climax V8    | Dunlop    | 2           | 0               | n.c.       |
| 1966   | Cooper Car Company   | T81     | Maserati V12 | Dunlop    | 1           | 0               | n.c.       |
| 1967   | Team Lotus           | 49      | Cosworth V8  | Firestone | 2           | 0               | n.c.       |
| 1968   | Gold Leaf Team Lotus | 49      | Cosworth V8  | Firestone | 1           | 0               | n.c.       |

## Sources
- (en) Cet article est partiellement ou en totalité issu de l’article de Wikipédia en anglais intitulé « Moisés Solana » (voir la liste des auteurs).